# Sara Schwardt
Sara Ingeborg Schwardt, ogift Ljungcrantz, född 15 juni 1958 i Skänninge församling i Östergötlands län, är en svensk författare.
Sara Schwardt är dotter till läroverksadjunkterna Hugo Ljungcrantz och Stina, ogift Petersson. Som tolvåring skrev hon till Astrid Lindgren i hopp om en filmroll, vilket kom att bli början till en nära 30-årig brevväxling mellan Lindgren och Schwardt, som då hette Ljungcrantz. Brevväxlingen gavs 2012 ut under titeln Dina brev lägger jag under madrassen – en brevväxling 1971–2002, som översatts till en rad olika språk, följt av Kära Astrid, det är jag igen... (2017).
Hon arbetade 2019 som guide och utställningsvärd vid Filmbyn Småland i Mariannelund.
Sara Schwardt var gift första gången 1987 till 2001, och fick i detta äktenskap namnet Schwardt samt tre barn, och andra gången sedan 2017 med Anders Gustafsson (född 1947).